# Oswald Zappelli
Oswald Zappelli (Losanna, 27 ottobre 1913 – Losanna, 3 aprile 1968) è stato uno schermidore svizzero, vincitore di una medaglia d'argento e due di bronzo nella scherma ai giochi olimpici.